# Cartoon

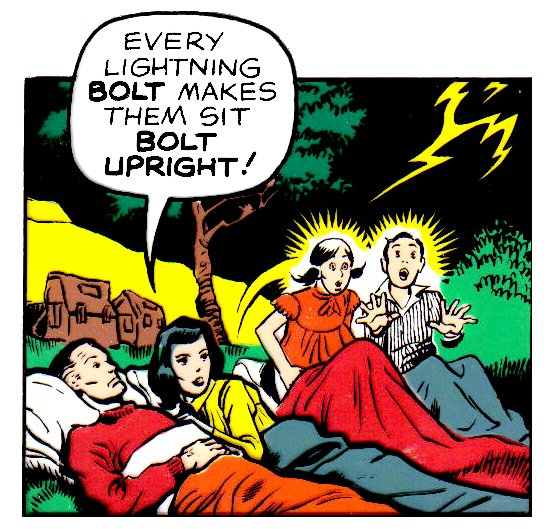
Die Pointe dieses englischsprachigen Cartoons besteht in einem Wortspiel mit der Mehrdeutigkeit (Polysemie) des Wortes bolt – lightning bolt „Blitzstrahl“, bolt upright „kerzengerade“, „bolzengerade“.

Ein Cartoon ist eine Grafik, die eine komische oder satirische Geschichte in einem Bild – meistens mit einer Pointe – erzählt. Ursprünglich wurden für den Bildwitz keine Worte verwendet. Ernsthaft gezeichnete Kommentare zum politischen Tagesgeschehen mit kritischer Absicht werden als Karikatur bezeichnet. Der Übergang ist jedoch fließend. Bildgeschichten über mehrere Panels nennt man Comic. Cartoons erscheinen vorwiegend in Tageszeitungen und Zeitschriften.
Im Englischen bezeichnet (animated) cartoon auch Zeichentrickfilme und -serien.
Der Begriff Cartoon stammt aus französisch carton ‚Pappe‘ und bezeichnete ursprünglich auf Karton gezeichnete Entwürfe für Fresken und Tapisserien.

## Geschichte

### Allgemein
In US-amerikanischen und britischen Zeitungen hat der Cartoon eine breite Tradition. Renommierte Zeitschriften wie The New Yorker (gegründet 1925) schmücken jede Ausgabe mit einer großen Anzahl von Cartoons und beschäftigen eigene Cartoonisten.
Die britische Satirezeitschrift Punch (gegr. 1841) druckte die ersten Cartoons im heutigen Sinne. Punch prägte auch den Begriff Cartoon in der englischen Sprache, der zuerst ironisch gemeint war, dann jedoch zur regulären Bezeichnung für humoristische Zeichnungen wurde. Dialoge zwischen den Protagonisten wurden unter die Zeichnung gedruckt. Die Cartoons des Punch beschäftigten sich nicht nur mit Politik, sondern griffen – oft auf sehr prägnante Weise – „heiße“ Gesellschaftsthemen, Situationskomik und alltägliche Konflikte auf.
Darin besteht der Unterschied des Cartoons zur politischen Karikatur und zum Schmähbild auf einzelne Personen (deren Tradition sich bis in die Antike zurückverfolgen lässt): Auch ein Cartoon kann jeden Aspekt des gesellschaftlichen Lebens in eine prägnante, witzige Bilderzählung überführen; als komische Zeichnung besitzt er einen eigenen Unterhaltungswert und hat nicht nur als  Kommentar zum Tagesgeschehen oder als politische Kritik Geltung. Damit bildet er eine eigene Kunstform.
Begleitende Texte und Dialoge der Protagonisten sind in Cartoons meist sehr kurz und pointiert gehalten und werden über oder unter das Bild gedruckt bzw. in Sprechblasen eingefügt. Meistens werden Cartoons von einer Person gezeichnet und getextet, es gibt jedoch auch fest zusammenarbeitende Teams von Zeichnern und Textern, z. B. Katz und Goldt oder Greser & Lenz. Die inhaltliche Bandbreite von Cartoons ist sehr weit – sie reicht von einfachen Wortspielen über die komische Behandlung der Tagespolitik bis hin zu Zeichnungen, deren Komik auf ironischen Zitaten der Popkultur aufbaut. Eine spezielle Sparte sind auch die Cartoons zu wissenschaftlichen Themen und Sachverhalten, wie sie von dem amerikanischen Cartoonisten Sidney Harris entworfen werden. Diese wurden auch regelmäßig in den von Eugene Garfield herausgegebenen Current Contents abgedruckt.
Wie im Comic und im Zeichentrickfilm können auch in Cartoons Elemente der Grafik selbst zum Thema der Erzählung und zum Gegenstand der Komik werden. Cartoonisten entwickeln oft einen individuellen grafischen Stil, der ihnen Wiedererkennungswert verschafft und auf dem hart umkämpften Markt hilft, eine Position zu finden.

### Cartoons im deutschsprachigen Raum
Die ersten deutschsprachigen Zeitschriften, die Cartoons druckten, waren die satirischen Magazine Kladderadatsch (gegr. 1848), Nebelspalter (gegr. 1875) und Simplicissimus (gegr. 1896). Prominenteste Zeichner des Kladderadatsch waren Wilhelm Scholz und Gustav Brandt. Für den Simplicissimus arbeiteten Thomas Theodor Heine und Olaf Gulbransson. Bis 1933 gab es in Deutschland zahlreiche Druckerzeugnisse, die mit Cartoons um Leser konkurrierten. Während des Nationalsozialismus wurden sie verboten oder änderten ihren politischen Kurs. Thomas Theodor Heine war einer von vielen Grafikkünstlern, die ins Ausland emigrierten. Es gab aber in seltenen Fällen auch weiterhin unbeeinflusste satirische Cartoons.

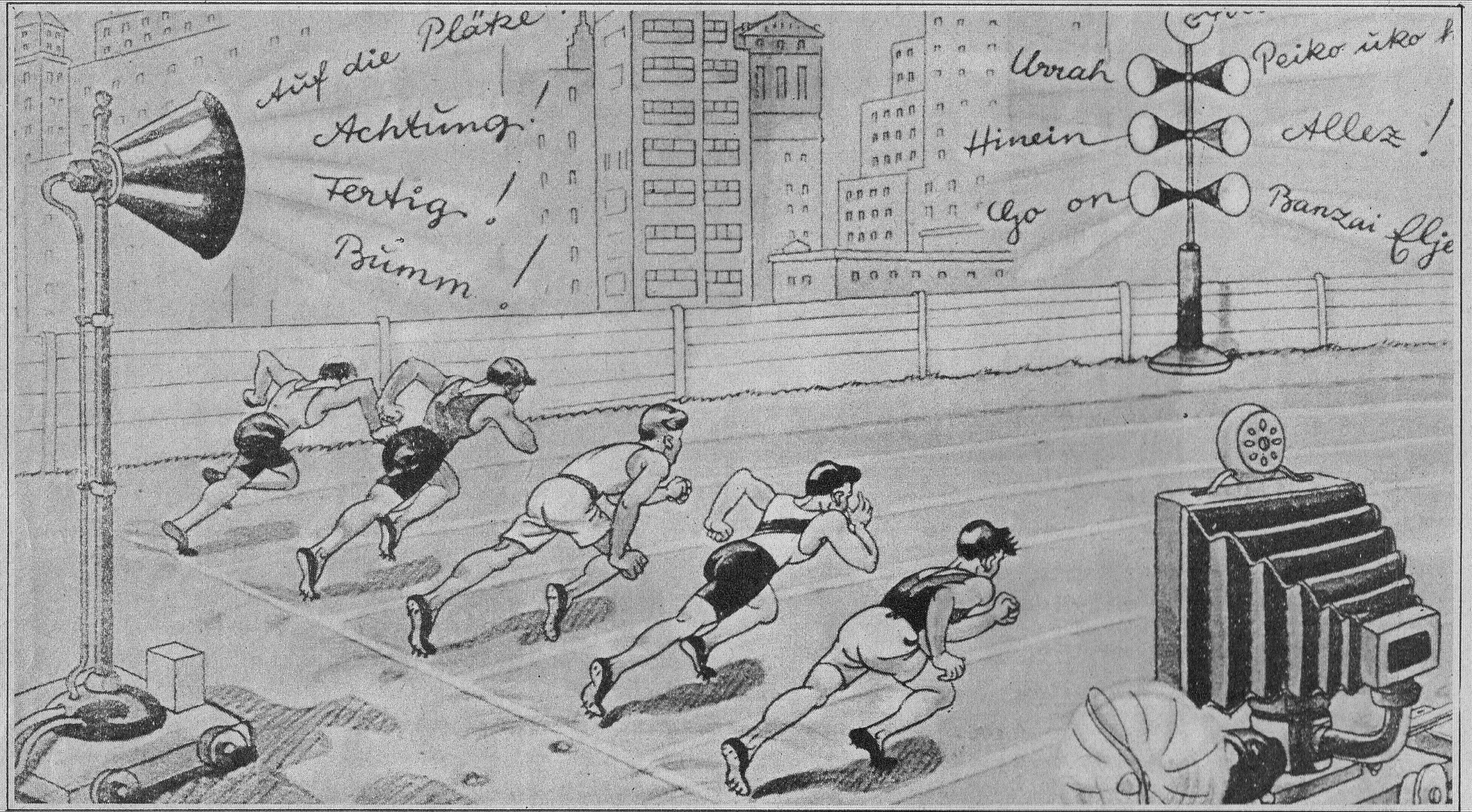
Cartoon: Technische Neuerungen der Olympischen Spiele in Berlin mit einer Prognose für das Jahr 2000, Olympia-Sonderheft, Berliner Illustrirte Zeitung, 1936

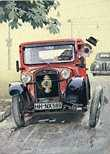
Rad des Schicksals, Bruno Bergner, Gouache, 1959

Cartoons druckten in der Nachkriegszeit vor allem Illustrierte wie Stern, twen und Quick. Bei Tages- und Wochenzeitungen bevorzugte man die trockene politische Karikatur. Die deutsche Cartoonkunst war eher von biederem Humor bestimmt, etwa dem Igel Mecki in der Programmzeitschrift HÖRZU. Ausnahmen bildeten der ausgefeilte Bildhumor von Loriot und die satirischen Illustrationen von Kurt Halbritter. Auch im Marketing wurde der Cartoon genutzt, so wurde die Heftserie der Gasolin Tips der Tankstellenkette Gasolin mit dieser Grafikform illustriert.

„Die wundersame Geldvermehrung“. Cartoon von Waldah

In der deutschen Sprache wurde das Wort „Cartoon“ als Bezeichnung für einen (intelligenten) Bildwitz Ende der 50er Jahre durch den Diogenes Verlag populär gemacht (Cartoon Kalender ab 1956).
Entscheidend veränderte sich die Erscheinungsweise, Technik und Verbreitung dieser Kunstform in Westdeutschland erst in den 1960er und 1970er Jahren durch die Zeichner der Neuen Frankfurter Schule: F.W. Bernstein, Robert Gernhardt, Chlodwig Poth und F. K. Waechter prägten mit ihrem anarchischen Humor die Satirezeitschrift pardon (gegründet 1962) und besonders deren Nonsens-Beilage Welt im Spiegel (WimS). Auch Hans Traxler, der rund zehn Jahre älter war als die jungen Redakteure von Pardon, schloss sich der Gruppe an. Weil der Verleger Hans A. Nikel den Kurs des Hefts änderte und WimS 1976 eingestellt wurde, gründeten Pardon-Mitarbeiter 1979 das Satireheft Titanic, das zum neuen Forum für Cartoonisten in Westdeutschland wurde.
In der DDR erschienen Cartoons von Zeichnern wie Manfred Bofinger, Henry Büttner, Barbara Henniger und Nabil El Solami vor allem im Eulenspiegel. Die Cartoons waren jedoch meist darum bemüht, nicht zu kritisch mit den Regierenden umzugehen. Manche dieser Cartoons sind aus heutiger Sicht als reine Propaganda anzusehen.
Ab 2000 bildete sich später im Kölner Raum mit dem Satiremagazin ZYN! auch dort ein Zentrum für zahlreiche neue Comiczeichner und Cartoonisten, aus dem u. a. bekannte Zeichner wie Joscha Sauer, Gernot Gunga, Michael Holtschulte und Christian Bögle hervorgingen.
Die Titanic-Generation vor 2000 bahnte auch den Weg für die Cartoonisten der Gegenwart, die teilweise –  wie etwa Uli Stein – auch finanziellen Erfolg und Exporte ins Ausland vorweisen können. Cartoons sind mittlerweile in fast allen großen deutschen Tageszeitungen und Wochenzeitungen zu finden, oft an prominenter Stelle, und wurden so auch wieder zum ausschlaggebenden Faktor bei den Verkaufszahlen. Am deutschen Buchmarkt für Cartoon-Sammelbände haben einheimische Zeichner mittlerweile – im Gegensatz zum Comicmarkt – erheblichen Anteil, wo früher amerikanische, französische und belgische Zeichner vorherrschten.
Seit Eintreten des Internetzeitalters gewannen sogenannte Flash-Cartoons mehr und mehr an Popularität. Heutzutage gibt es bereits unzählige Clips, die im „World Wide Web“ kursieren, nicht selten mit satirischem Inhalt.

## Liste deutschsprachiger Cartoonisten (Auswahl)
- Amalie Wilke (1876–1954)
- Amelie Glienke (* 1945)
- Andreas Prüstel (1951–2019)
- Andreas Verstappen (* 1960)
- André Poloczek (1959–2022)
- Anette Smolka-Woldan (* 1969)
- Barbara Henniger (* 1938)
- Barbara Yelin (* 1977)
- Bernd Pfarr (1958–2004)
- Bernd Pohlenz (* 1956)
- Bertram Haid (* 1964)
- Bettina Bexte (* 1964)
- BOB Born (* 1957 als Christian Bob Born)
- Brösel (* 1950 als Rötger Feldmann)
- Chlodwig Poth (1930–2004)
- Christian Bögle (* 1979)
- Christoph Mueller (* 1980)
- Clov (1944–2000, bürgerlich Klaus Oliv)
- Corinne Sutter (* 1985)
- David Füleki (* 1985)
- Dieter Hanitzsch (* 1933)
- Dirk Meissner (* 1964)
- Doris Lerche (* 1945)
- Doris Schamp (* 1983)
- Dorthe Landschulz (* 1976)
- e.o.plauen (1903–1944, bürgerlich Kurt Erich Ohser)
- Edith Oppenheim-Jonas (1907–2001)
- Elisabeth Kmölniger (1947–2018)
- Erich Rauschenbach (* 1944)
- Erich Schmitt (1924–1984)
- Eugen Egner (* 1951)
- Eva Heller (1948–2008)
- F. K. Waechter (1937–2005)
- F. W. Bernstein (1938–2018)
- Flix (* 1976 als Felix Görmann)
- Frank Hoppmann (* 1975)
- Franziska Becker (* 1949)
- Franziska Bilek (1906–1991)
- Freimut Wössner (* 1945)
- Gerhard Haderer (* 1951)
- Gerhard Seyfried (* 1948)
- Greser & Lenz (Achim Greser (* 1961) und Heribert Lenz (* 1958))
- Gustav Brandt (1861–1919)
- Hannes Mercker (* 1983)
- Hans Jürgen Press (1926–2002)
- Hans Traxler (* 1929)
- Hansgeorg Stengel (1922–2003)
- Harm Bengen (* 1955)
- Heinz Jankofsky (1935–2002)
- Henry Büttner (* 1928)
- Hilke Raddatz (* 1941)
- Horst Haitzinger (* 1939)
- Ian D. Marsden (* 1967)
- Jamiri (* 1966 als Jan-Michael Richter)
- Jochen Petersdorf (1934–2008)
- Johannes Borer (* 1949)
- Jorgo (* 1949 als Jürgen Schäfer)
- Joscha Sauer (* 1978)
- Julia Drinnenberg (* 1949)
- Jutta Bauer (* 1955)
- Jürgen Tomicek (* 1957)
- Karl Staudinger (1874–1962)
- Katharina Greve (* 1972)
- Katz und Goldt (Max Goldt (* 1958) und Stephan Katz (* 1970))
- Kim Schmidt (* 1965)
- Klaus Stuttmann (* 1949)
- Kostas Koufogiorgos (* 1972)
- Kurt Halbritter (1924–1978)
- Käthe Münzer (1877–1976)
- Käthe Olshausen-Schönberger (1881–1968)
- Loriot (1923–2011, bürgerlich Vicco von Bülow)
- Manfred Bofinger (1941–2006)
- Manfred Deix (1949–2016)
- Margit Krammer
- Marie Marcks (1922–2014)
- Marie Sann (* 1986)
- Martin Perscheid (1966–2021)
- Martin Zak (* 1972)
- Martina Schradi (* 1972)
- Matthias Kringe (* 1961)
- Marunde (* 1954 als Wolf-Rüdiger Marunde)
- Meta Bene (* 1979 als Robin Thiesmeyer)
- Michael Holtschulte (* 1979)
- Michaela Maria Drux (* 1959)
- Miguel Fernandez (* 1974)
- Miriam Wurster (* 1964)
- Muhsin Omurca (* 1959)
- Nadia Menze (* 1981)
- Nel (* 1953 als Ioan Cozacu)
- OL (* 1956 als Olaf Schwarzbach)
- Olaf Gulbransson (1873–1958)
- Oliver Gaspirtz (* 1970)
- Olivia Vieweg (* 1987)
- Oswald Huber (* 1942)
- Papan (* 1943 als Manfred von Papen)
- Peter Butschkow (* 1944)
- Peter Ruge (* 1946)
- Piero Masztalerz (* 1970)
- Ralf Alex Fichtner (1952–2022)
- Ralph Ruthe (* 1972)
- Rattelschneck
- Reiner Schwalme (* 1937)
- Renate Alf (* 1956)
- René Fehr (* 1945)
- René Lehner (* 1955)
- Ruth Hebler (* 1973)
- Schwarwel (* 1968 als Thomas Meitsch)
- Sepp Arnemann (1917–2010)
- Stephan Rürup (* 1965)
- Tetsche (Tetsche Tödter) (* 1946 als Fred Tödter)
- Tex Rubinowitz (* 1961)
- Theo Immisch
- Thomas Theodor Heine (1867–1948)
- Thorsten Trantow (* 1975)
- Til Mette (* 1956)
- TOM (* 1960 als Thomas Körner)
- Tomi Ungerer (1931–2019)
- Uli Stein (1946–2020)
- Uschi Heusel (* 1956)
- Ute Hamelmann (* 1975)
- Volker Ernsting (1941–2022)
- Volker Kischkel (* 1953)
- Volker Reiche (* 1944)
- Walter Hanel (1930–2024)
- Werner Tiki Küstenmacher (* 1953)
- Wilhelm Busch (1832–1908)
- Wilhelm Scholz (1824–1893)
- Willi Blöß (* 1958)
- Willy Moese (1927–2007)